# 李世榮
李世榮（1992年12月20日—），女，韓國演員，以童星出道。

## 經歷

### 早年時期
1991年，韓國發生“青蛙少年事件”，引起社會恐慌。李世榮的母親為了預防女兒被綁架，所以培養自己的孩子成為一名演員。1997年，李世榮出演節目《親親親》出道，同年，參演SBS電視劇《兄弟之江》，開始演員生涯。2003年9月，出演MBC劇集《大長今》，在劇中飾演小今英一角而為人熟悉。
2004年，出演電影《女老師vs女學生》中的轉學生，與廉晶雅擔任要角。同年李世榮在電影《童行歲月》飾演張雨琳，於片展現過人演技。由於李世榮在兩齣電影中角色高傲、造作的性格，所以被大眾誤會。實際上李世榮本人的性格開朗，曾擔心自己的演員身份會在學校被人排擠，所以努力讓自己不要有演員的模樣。即使被人開玩笑也能從容應對，因此造成開朗的性格。

### 2005年至2011年：減少演出，投入學業
李世榮是個勤勞的人，她在2005年因為升學而暫停演藝活動。休息兩年過後，在2007年透過電影《十三歲，秀雅》重返幕前。李世榮在本片飾演內向的秀雅，展現了她與過往作品中所演的造作角色的分别，演技上的進步令觀眾有目共睹。李世榮本人更表示這部電影是她演員生涯中相當重要的作品之一。李世榮在2008年出演電視劇《大象》後再度暫停演藝活動，專注學業取得優異考試成績。

### 2011年至2015年：回歸演藝生涯，以成人姿態示人
2011年，李世榮為尋找轉捩點重新投入演藝事業，並於所演的電視劇《蔬菜店的小夥子》、2012年的《想你》、2013年的《結婚的女神》擔任配角。在2014年的電視劇《Trot戀人》飾演朴秀仁，為主演之一。

### 2016至今：擺脫童星標籤，演藝事業開始發光發熱
2016年，主演OCN偵探懸疑劇《吸血鬼偵探》，飾演毛躁性格的委託人、電腦黑客；同年，出演KBS週末劇《月桂樹西裝店的紳士們》，李世榮憑藉該劇獲得百想藝術大賞電視部門女子新人演技獎、KBS演技大賞女新人獎以及KBS演技大賞最佳情侶獎，打破童星框框成功轉型。

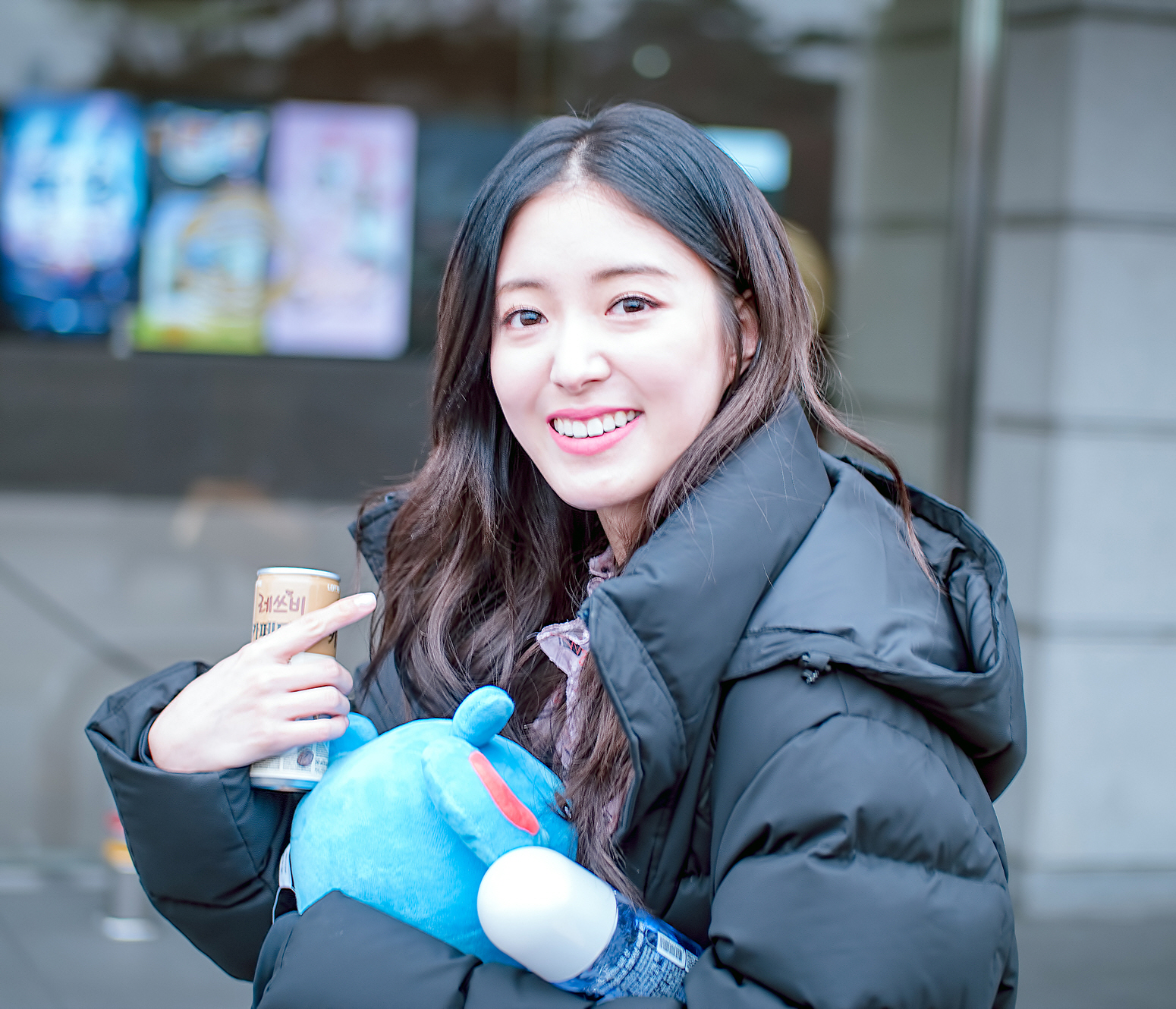
2017年，李世榮

2017年4月;在《神秘音樂秀：蒙面歌王》中演唱《哥哥啊(오빠야)》的清純可愛風格而受注意；同年6月，與尹施允合作主演KBS青春愛情劇《最佳的一擊》，飾演女主角崔優勝；同年12月，出演tvN奇幻劇《花遊記》中飾演鄭世拉/陳富子/阿斯女三個角色，而人氣有增無減。
2018年，在電影《壽城池》中飾演女主角。
2019年初，與呂珍九主演tvN月火連續劇《成為王的男人》，以柳素雲一角榮獲第十二屆韓國電視劇節女子優秀演技賞。同年7月，與池晟合作主演SBS醫療劇《醫生耀漢》飾演麻醉痛症科的住院醫生姜詩英。更憑此角色榮獲2019年SBS演技大獎女子優秀演技獎(迷你劇部門)。
2020年初，與俞承豪合作主演tvN懸疑奇幻劇《Memorist》，飾演天才犯罪側寫師韓善美；同年末，與申成祿主演MBC穿越時空驚慄劇《Kairos》，飾演韓愛莉一角。為迎合角色忙碌的生活，首次嘗試以短髮造型示人。
2021年，在MBC《衣袖紅鑲邊》中化身堅強機智，不願為愛情與榮華富貴捨棄自我的宮女「成德任」，和李俊昊飾演的朝鮮正祖上演又甜又虐的宮廷戀曲，該角色也被認為是李世榮的人生角色。
2022年，與李昇基演出改編自熱門網絡小說和網絡漫畫的浪漫愛情喜劇《依法相愛吧》，飾演开Law Cafe的公益律師金琉璃一角。

## 影視作品

### 電視劇
| 年份   | 電視臺       | 劇名                                   | 角色                        | 備註        |
| 1997年 | SBS          | 《兄弟之江》                           |                             |             |
| 1998年 | MBC          | 《大王之道》                           | 淸璿公主                    |             |
| 1998年 | SBS          | 《媽媽的女兒》                         | 姜在英（幼年）              |             |
| 1999年 | MBC          | 《我們真的愛過嗎》                     |                             |             |
| 1999年 | SBS          | 《約定》                               | 珍珠                        |             |
| 1999年 | KBS2         | 《週日Best－危險的搖籃曲》             | 英恩（幼年）                | 獨幕劇      |
| 2000年 | MBC          | 《Best劇場－松伊啊來玩吧》             | 姜松伊                      | 獨幕劇      |
| 2000年 | MBC          | 《Best劇場－他，被她拋棄了》           | 惠珍                        | 獨幕劇      |
| 2001年 | MBC          | 《乞丐王子》                           | 呂星星                      |             |
| 2002年 | MBC          | 《想念的臉》                           | 李素丹                      |             |
| 2002年 | MBC          | 《禮物》                               | 金多熙                      |             |
| 2002年 | EBS          | 《TV童話－教室裡的羅賓遜》             | 李惠晶                      |             |
| 2002年 | MBC          | 《紅豆女之戀》                         | 楊松伊（幼年）              |             |
| 2002年 | MBC          | 《廚房女僕》                           |                             |             |
| 2003年 | MBC          | 《我的威風女友》                       | 李銀熙（幼年）              |             |
| 2003年 | SBS          | 《酒之國》                             | 李善熙（幼年）              |             |
| 2003年 | EBS          | 《跳舞的少年哇哇》第二季               | 小星                        |             |
| 2003年 | KBS2         | 《Drama City－迪斯可女王》             | 姜秀智                      | 獨幕劇      |
| 2003年 | MBC          | 《迴轉木馬》                           | 成喬恩（幼年）              |             |
| 2003年 | MBC          | 《大長今》                             | 崔今英（幼年）              |             |
| 2004年 | KBS2         | 《北京，我的愛》                       | 張娜拉                      |             |
| 2005年 | KBS2         | 《TV文學館－骤雨》                     | 少女                        | 獨幕劇      |
| 2005年 | SBS          | 《重返單身》                           | 李秀珍                      |             |
| 2005年 | MBC          | 《姐妹海》                             | 宋椿姬（幼年）              |             |
| 2007年 | MBC          | 《搞笑一家親》                         | 李世榮                      | 客串第143集 |
| 2008年 | MBC          | 《大象》                               | 國世榮                      |             |
| 2011年 | KBS2         | 《Drama Special－英德女子摔角隊》      | 車奉熙                      | 獨幕劇      |
| 2011年 | Channel A    | 《蔬菜店的小夥子》                     | 韓太茵                      | 女配角      |
| 2012年 | KBS1         | 《大王之夢》                           | 天官女                      | 客串        |
| 2012年 | MBC          | 《想你》                               | 韓雅林                      | 女配角      |
| 2013年 | SBS          | 《結婚的女神》                         | 盧珉廷                      | 女配角      |
| 2013年 | KBS2         | 《Drama Special Series－青春期整合曲》 | 楊雅英                      |             |
| 2013年 | MBC          | 《Drama Festival－天空嶺殺人事件》     | 金美琇                      | 獨幕劇      |
| 2014年 | KBS          | 《Trot戀人》                           | 朴秀仁                      | 女配角      |
| 2016年 | OCN          | 《吸血鬼偵探》                         | 韓冬天                      | 女主角      |
| 2016年 | KBS2         | 《月桂樹西裝店的紳士們》               | 閔孝媛                      | 女配角      |
| 2017年 | KBS2         | 《最佳的一擊》                         | 崔優勝                      | 女主角      |
| 2017年 | tvN          | 《花遊記》                             | 鄭世拉／陳富子／阿斯女      | 女配角      |
| 2018年 | tvN          | 《頂級巨星柳白》                       | Sunny(柳白家的人工智慧音響) | 聲音客串    |
| 2019年 | tvN          | 《成為王的男人》                       | 柳素雲                      | 女主角      |
| 2019年 | SBS          | 《醫生耀漢》                           | 姜詩英                      | 女主角      |
| 2020年 | Seezn        | 《西點情人夢》                         | 魯美萊                      | 女主角      |
| 2020年 | tvN          | 《Memorist》                           | 韓善美                      | 女主角      |
| 2020年 | MBC          | 《Kairos》                             | 韓愛麗                      | 女主角      |
| 2021年 | MBC          | 《衣袖紅鑲邊》                         | 成德任                      | 女主角      |
| 2022年 | KBS          | 《依法相愛吧》                         | 金琉璃                      | 女主角      |
| 2023年 | MBC          | 《烈女朴氏契約結婚傳》                 | 朴聯遇                      | 女主角      |
| 2024年 | Coupang Play | 《愛過之後來臨的》                     | 崔紅                        | 女主角      |
| 2025年 | MBC          | 《加州汽車旅館》                       | 池江熙                      | 女主角      |
| 2026年 | Disney+      | 《再婚皇后》                           | 菈絲塔                      |             |

### 電影
| 年份 | 片名                        | 角色           | 備註     |
| 2004 | 《六十年代甜蜜蜜》          | 英熙           |          |
| 2004 | 《童行歲月》                | 張雨琳         |          |
| 2004 | 《女老師vs女學生》          | 高美男         |          |
| 2005 | 《我人生中最美的一周》      | Jasmine        |          |
| 2007 | 《十三歲，秀雅》            | 李秀雅         |          |
| 2012 | 《妻人太甚》                | 張成基的跟蹤狂 | 特別出演 |
| 2012 | 《青葡萄糖果:17年前的約定》 | 銀行客戶       | 特別出演 |
| 2013 | 《恐怖故事2》               | 世榮           |          |
| 2014 | 《熱戀年代》                | 崔素熙         |          |
| 2018 | 《壽城池》                  | 吳熙靜         |          |
| 2020 | 《靈異405號房》             | 宥美           |          |
| 2020 | 《撲通撲通怦然心動》        | 金智友         | 廣播電影 |
| 2022 | 《極速首爾》                | 劇場職員       | 特別出演 |

### MV
| 年份   | 歌手      | 曲目                                   |
| 2002年 | S.E.S.    | 《S.Ⅱ.S（Soul To Soul）》              |
| 2008年 | Black     | 《心啊 別這樣》 （가슴아 그만）        |
| 2011年 | Boyfriend | 《別碰我的女孩》 （내 여자 손대지 마） |
| 2014年 | 李承煥    | 《只回應你》 （너에게만 반응해）       |
| 2014年 | 鄭東河    | 《If I》                               |

### 音樂
| 年份   | 曲目                            | 收錄專輯     | 備註                                 |
| 2017年 | 用歌聲告白 （노래로 하는 고백） | 不適用       | 《最佳的一擊》E26                    |
| 2017年 | 等待 （기다리다）               | 不適用       | 與朴智敏在《蒙面歌王》E109中合作翻唱 |
| 2017年 | 哥哥呀 （오빠야）               | 不適用       | 《蒙面歌王》E109中翻唱               |
| 2023年 | 去機場的路                      | 《Umbrella》 |                                      |

## 綜藝節目

### 固定出演
| 年份   | 播放日期                | 節目频道   | 節目名稱                   | 集數   |
| 2017年 | 1月19日 - 12月27日      | OnStyle    | 《Get It Beauty》          | 共42集 |
| 2017年 | 9月20日 - 10月5日       | sky Travel | 《我獨自旅行》             | 共5集  |
| 2018年 | 9月30日 - 2019年1月27日 | tvN        | 《週末使用說明書》         | 共17集 |
| 2024年 | 10月17日-2025年1月2日   | tvN        | 《帳篷外面是歐洲義大利篇》 |        |

## 粉絲見面會
| 年份   | 日期    | 活動名稱                      | 備註           |
| 2022年 | 2月13日 | 衣袖紅鑲邊-瞬間即永恆         | 與李俊昊、姜勳 |
| 2023年 | 4月2日  | 榮（영）遠（원）:瞬間的交叉點 |                |

## 提名及獲獎列表
| 年份   | 頒獎典禮              | 獎項                              | 獎項                 | 結果 |
| 2004年 | 第12屆春史電影賞      | 童星賞                            | 童行歲月             | 獲獎 |
| 2004年 | 第3屆大韓民國電影大賞 | 女子新人賞                        | 童行歲月             | 提名 |
| 2005年 | 第41屆百想藝術大賞    | 電影部門 女子新人演技賞           | 女老師vs女學生       | 提名 |
| 2005年 | 第19屆KBS演技大賞     | 女子青少年演技賞                  | 骤雨                 | 獲獎 |
| 2016年 | 第30屆KBS演技大賞     | 女子新人賞                        | 月桂樹西裝店的紳士們 | 獲獎 |
| 2016年 | 第30屆KBS演技大賞     | 最佳情侶賞 （與顯祐）             | 月桂樹西裝店的紳士們 | 獲獎 |
| 2017年 | 第53屆百想藝術大賞    | 電視部門 女子新人演技賞           | 月桂樹西裝店的紳士們 | 獲獎 |
| 2017年 | 第53屆百想藝術大賞    | 女子人氣賞                        | 月桂樹西裝店的紳士們 | 提名 |
| 2017年 | 第10屆韓國電視劇節    | 女子新人賞                        | 月桂樹西裝店的紳士們 | 提名 |
| 2019年 | 第12屆韓國電視劇節    | 女子優秀演技賞                    | 成為王的男人         | 獲獎 |
| 2019年 | SBS演技大獎           | 迷你劇部門 女子優秀演技獎         | 醫生耀漢             | 獲獎 |
| 2019年 | SBS演技大獎           | 最佳情侶獎 （與池晟）             | 醫生耀漢             | 提名 |
| 2020年 | MBC演技大獎           | 月火及短篇劇部門 女子最優秀演技獎 | Kairos               | 提名 |
| 2021年 | MBC演技大獎           | 迷你劇部門 女子最優秀演技獎       | 衣袖紅鑲邊           | 獲獎 |
| 2021年 | MBC演技大獎           | 最佳情侶獎 （與李俊昊）           | 衣袖紅鑲邊           | 獲獎 |
| 2022年 | 第58屆百想藝術大獎    | 電視部門 女子最優秀演技獎         | 衣袖紅鑲邊           | 提名 |
| 2022年 | 第58屆百想藝術大獎    | 女子人氣獎                        | 衣袖紅鑲邊           | 提名 |
| 2022年 | KBS演技大獎           | 最佳情侶獎（與李昇基）            | 依法相愛吧           | 獲獎 |
| 2023年 | 第50屆韓國放送大賞    | 最佳演員獎                        | 依法相愛吧           | 獲獎 |
| 2023年 | MBC演技大獎           | 迷你劇部門 女子最優秀演技獎       | 烈女朴氏契約結婚傳   | 獲獎 |
| 2023年 | MBC演技大獎           | 最佳情侶獎（與裴仁爀）            | 烈女朴氏契約結婚傳   | 提名 |

## 腳註
1. ↑  《我獨自旅行》Ep.5
2. ↑  為漢字正名，意思是成為世界上榮耀的存在

## 外部連結
- 李世榮的Instagram帳戶
- 李世榮的X（前Twitter）
- 李世榮的官方Daum Cafe （页面存档备份，存于） 
- NAVER （页面存档备份，存于）
- NAVER POST （页面存档备份，存于）
- 李世榮在互联网电影资料库（IMDb）上的資料（英文）
- 李世榮在韩国电影数据库（KMDb）上的資料（韓語）
- 李世榮在HanCinema的頁面（英文）（英文）